# Anni Marie Abdoullah-Hammerschmidt
Anni Marie Abdoullah-Hammerschmidt (* 29. Oktober 1873 als Anna Amalia Abdullah in Wien; † 13. Februar 1916 ebenda) war eine osmanisch-österreichische Malerin.

## Leben
Anni Marie Abdoullah-Hammerschmidt war die Tochter des österreichischen Mediziners Karl Eduard Hammerschmidt, der sich an der Revolution von 1848/1849 im Kaisertum Österreich beteiligt hatte und aus Österreich erst nach Ungarn und darauf nach Kleinasien geflohen war; später war er als praktischer Arzt unter dem Namen Abdullah Bey tätig. Ihre Mutter war Anna Witlacil, die Tochter von Andreas Witlacil.
Sie nahm seit 1888 Unterricht im Technischen Zeichnen im Frauengewerbeverein Wien, bevor sie die Malschule von Rudolf Geyling (1839–1904) besuchte und die Ausbildung in Glasmalerei im Atelier Carl Geyling’s Erben und bei Anton Hlavaček in der Landschaftsmalerei fortsetzte.
Ihre kunstgewerbliche Malerei, Blumenstillleben und Landschaften stellte sie auf nationalen und internationalen Ausstellungen, unter anderem 1893 auf der Weltausstellung in Chicago, aus.
Ab 28. November 1904 war sie mit dem Landes-Ackerbauschuldirektor Anton Leb verheiratet.